# Huỳnh Thị Ánh Sương
Huỳnh Thị Ánh Sương (sinh ngày 16 tháng 6 năm 1976) là nữ Đại biểu Quốc hội nước Cộng hòa xã hội chủ nghĩa Việt Nam. Bà hiện là Tỉnh ủy viên, Phó Trưởng Đoàn Đại biểu Quốc hội chuyên trách tỉnh Quảng Ngãi, Ủy viên Ủy ban Đối ngoại của Quốc hội, Đại biểu Quốc hội khóa XV từ Quảng Ngãi. Bà từng là Bí thư Huyện ủy Minh Long, Quảng Ngãi; Bí thư Đảng ủy, Giám đốc Sở Ngoại vụ tỉnh Quảng Ngãi.
Huỳnh Thị Ánh Sương là đảng viên Đảng Cộng sản Việt Nam, học vị Cử nhân ngôn ngữ Anh, Cử nhân Hành chính, Thạc sĩ Quản lý công, Cao cấp lý luận chính trị. Bà có sự nghiệp từng công tác trong nhiều cơ quan, đơn vị, từ tổ chức xã hội, tổ chức Đảng, chính quyền địa phương, đều công tác ở quê nhà Quảng Ngãi.

## Xuất thân và giáo dục
Huỳnh Thị Ánh Sương sinh ngày 16 tháng 6 năm 1976 tại phường Trần Hưng Đạo, thành phố Quảng Ngãi, tỉnh Quảng Ngãi, quê quán ở xã Phổ Nhơn, thị xã Đức Phổ, tỉnh Quảng Ngãi. Bà lớn lên và tốt nghiệp phổ thông ở thành phố Quảng Ngãi, theo học Trường Đại học Khoa học Xã hội và Nhân văn, Đại học Quốc gia Thành phố Hồ Chí Minh, tốt nghiệp Cử nhân ngôn ngữ Anh, học thêm một văn bằng hai là Cử nhân Hành chính, sau đó tiếp tục học cao học và nhận bằng Thạc sĩ Quản lý công. Bà được kết nạp Đảng Cộng sản Việt Nam vào ngày 11 tháng 10 năm 2001, trở thành đảng viên chính thức sau đó 1 năm, từng theo học các khóa chính trị ở Học viện Chính trị Quốc gia Hồ Chí Minh và tốt nghiệp Cao cấp lý luận chính trị.

## Sự nghiệp
Tháng 10 năm 1998, sau khi tốt nghiệp đại học, Huỳnh Thị Ánh Sương trở lại Quảng Ngãi, được tuyển dụng công chức vào Hội Liên hiệp Phụ nữ tỉnh Quảng Ngãi, bắt đầu công tác ở vị trí Chuyên viên Ban Tuyên giáo, Gia đình và Đời sống. Bà tham gia công tác Đoàn Thanh niên Cộng sản Hồ Chí Minh, là Bí thư Chi đoàn Hội Liên hiệp Phụ nữ tỉnh. Tháng 1 năm 2002, bà được bầu làm Ủy viên Ban Chấp hành Hội Liên hiệp Phụ nữ tỉnh, thăng chức Phó Trưởng ban Tuyên giáo, Gia đình và Đời sống từ tháng 5 năm 2002, chuyển chức làm Phó Trưởng ban Tổ chức – Cán bộ từ tháng 1 năm 2003. Tháng 10 năm này, bà được bầu vào Ban Thường vụ Hội Liên hiệp Phụ nữ tỉnh, tiếp tục là Phó Trưởng ban Tổ chức – Cán bộ, kiêm Chủ tịch Công đoàn Hội Liên hiệp Phụ nữ tỉnh, và là Phó Bí thư Chi bộ từ tháng 8 năm 2006. Tháng 1 năm 2007, bà được điều sang làm Chánh Văn phòng Hội Liên hiệp Phụ nữ tỉnh, rồi được bổ nhiệm làm Phó Chủ tịch Hội Liên hiệp Phụ nữ tỉnh Quảng Ngãi từ tháng 6 năm 2008. Tháng 11 năm 2009, sau hơn 10 năm công tác phụ nữ, bà được điều tới Sở Ngoại vụ tỉnh Quảng Ngãi làm Phó Giám đốc Sở, Phó Bí thư Chi bộ Sở kiêm Chủ tịch Công đoàn Sở.
Tháng 10 năm 2014, Huỳnh Thị Ánh Sương được bổ nhiệm làm Giám đốc Sở Ngoại vụ tỉnh Quảng Ngãi, Bí thư Chi bộ Sở, sau đó được bầu vào Ban Chấp hành Đảng bộ tỉnh vào tháng 10 năm 2015 tại Đại hội Đảng bộ tỉnh lần thứ, nhiệm kỳ 2020–2025. Tháng 7 năm 2018, bà được điều về huyện Minh Long, nhậm chức Bí thư Huyện ủy. Năm 2021, bà được Ủy ban Mặt trận Tổ quốc Việt Nam tỉnh giới thiệu tham gia ứng cử đại biểu Quốc hội từ Quảng Ngãi, thuộc đơn vị bầu cử số 3 gồm thị xã Đức Phổ, huyện Mộ Đức, Ba Tơ, Minh Long, rồi trúng cử Đại biểu Quốc hội khóa XV với tỷ lệ 78,22%. Ngày 21 tháng 7 năm 2021, bà được phê chuẩn làm Phó Trưởng Đoàn Đại biểu Quốc hội chuyên trách tỉnh Quảng Ngãi, Ủy viên Ủy ban Đối ngoại của Quốc hội.